# Ederbringhausen
Ederbringhausen ist ein kleiner Ortsteil der Gemeinde Vöhl im nordhessischen Landkreis Waldeck-Frankenberg.

## Geographische Lage
Ederbringhausen liegt im Übergangsbereich der naturräumlichen Untereinheiten Waldstruth im Westen und Niederkellerwald im Osten, rund 16 km südlich der Kreisstadt Korbach. Direkt beim Dorf, das von Laub- und Nadelwäldern umgeben ist, mündet der Sasselbach in die Orke, die etwas südöstlich der Ortschaft in die Eder mündet. Direkt östlich der Eder breitet sich der Naturpark Kellerwald-Edersee mit dem Nationalpark Kellerwald-Edersee aus. Die Sperrmauer des Edersees steht in Luftlinie etwa 15 km nordöstlich.

## Geschichte

### Ortsgeschichte
Die älteste bekannte schriftliche Erwähnung von Ederbringhausen erfolgte unter dem Namen Brunechusen im Jahr 1244 in einer Urkunde des Kloters Haina. Der Ort gehörte ehemals zur Herrschaft Itter. Neben der Keseburg, die um 1144 erbaut wurde und im Besitz der Vögte von Keseberg (Caseberch) war, befindet sich östlich der Eder die Burg Hessenstein, die von 1328 bis 1342 erbaut wurde und derzeit als Tagungszentrum dient. Die 1801 von Johannes Jesberg aus Röddenau erbaute Fachwerkkirche wurde 1975 abgerissen und im Freilichtmuseum Hessenpark bei Neu-Anspach wieder aufgebaut.
Die Bahnstrecke Warburg–Sarnau wurde 1900 mit einem Bahnhof in Ederbringhausen in Betrieb genommen, jedoch 1987 stillgelegt. Nach jahrelangen Forderungen wurde die Strecke 2015 als „Nationalparkbahn“ wieder inbetriebgenommen. Seit 11. September 2015 halten wieder Züge in Ederbringhausen, die Strecke verbindet Brilon und Korbach über Ederbringhausen mit Frankenberg (Eder) und Marburg (Lahn); in Korbach besteht Anschluss nach Kassel.
Hessische Gebietsreform (1970–1977)
Am 31. Dezember 1971 fusionierten im Zuge der Gebietsreform in Hessen die bis dahin selbständigen Gemeinden Ederbringhausen, Buchenberg, Harbshausen, Kirchlotheim, Niederorke, Oberorke und Schmittlotheim freiwillig zur neuen Gemeinde Hessenstein.
Am 1. Januar 1974 wurde die Gemeinde Hessenstein kraft Landesgesetz mit Ittertal (bestehend aus den ehemaligen Gemeinden Dorfitter, Herzhausen und Thalitter), Marienhagen, Obernburg und Vöhl zur neuen Großgemeinde Vöhl zusammengeschlossen. Für alle ehemals eigenständigen Gemeinden von Vöhl wurden Ortsbezirke mit Ortsbeirat und Ortsvorsteher nach der Hessischen Gemeindeordnung gebildet.

### Verwaltungsgeschichte im Überblick
Die folgende Liste zeigt die Staaten und Verwaltungseinheiten, denen Ederbringhausenangehört(e):
- vor 1541: Heiliges Römisches Reich, Herrschaft Itter
- ab 1541: Heiliges Römisches Reich, Landgrafschaft Hessen, Gericht Geismar
- ab 1567: Heiliges Römisches Reich, Landgrafschaft Hessen-Marburg, Gericht Geismar
- 1604–1648: strittig zwischen Hessen-Kassel und Hessen-Darmstadt (Hessenkrieg)[10]
- ab 1604: Heiliges Römisches Reich, Landgrafschaft Hessen-Kassel, Amt Hessenstein
- 1623–1648: Landgrafschaft Hessen-Darmstadt, Amt Hessenstein
- ab 1648: Heiliges Römisches Reich, Landgrafschaft Hessen-Kassel, Amt Hessenstein
- ab 1806: Landgrafschaft Hessen-Kassel, Amt Hessenstein
- 1807–1813: Königreich Westphalen, Departement der Werra, Distrikt Marburg, Kanton Frankenau
- ab 1815: Kurfürstentum Hessen, Amt Hessenstein[11]
- ab 1821: Kurfürstentum Hessen, Provinz Oberhessen, Kreis Frankenberg[Anm. 2]
- ab 1848: Kurfürstentum Hessen, Bezirk Marburg
- ab 1851: Kurfürstentum Hessen, Provinz Oberhessen, Kreis Frankenberg
- ab 1867: Königreich Preußen, Provinz Hessen-Nassau, Regierungsbezirk Kassel, Kreis Frankenberg
- ab 1871: Deutsches Reich, Königreich Preußen, Provinz Hessen-Nassau, Regierungsbezirk Kassel, Kreis Frankenberg
- ab 1918: Deutsches Reich, Freistaat Preußen, Provinz Hessen-Nassau, Regierungsbezirk Kassel, Kreis Frankenberg
- ab 1944: Deutsches Reich, Freistaat Preußen, Provinz Kurhessen, Landkreis Frankenberg
- ab 1946: Amerikanische Besatzungszone, Land Hessen, Regierungsbezirk Kassel, Landkreis Frankenberg
- ab 1949: Bundesrepublik Deutschland, Land Hessen, Regierungsbezirk Kassel, Landkreis Frankenberg
- ab 1972: Bundesrepublik Deutschland, Land Hessen, Regierungsbezirk Kassel, Landkreis Frankenberg, Gemeinde Hessenstein[Anm. 3]
- ab 1974: Bundesrepublik Deutschland, Land Hessen, Regierungsbezirk Kassel, Landkreis Waldeck-Frankenberg, Gemeinde Vöhl[Anm. 4]

### Bevölkerung
Einwohnerstruktur 2011
Nach den Erhebungen des Zensus 2011 lebten am Stichtag dem 9. Mai 2011 in Ederbringhausen 285 Einwohner. Darunter waren 12 (4,2 %) Ausländer. Nach dem Lebensalter waren 45 Einwohner unter 18 Jahren, 126 waren zwischen 18 und 49, 45 zwischen 50 und 84 und 69 Einwohner waren älter. Die Einwohner lebten in 129 Haushalten. Davon waren 36 Singlehaushalte, 33 Paare ohne Kinder und 45 Paare mit Kindern, sowie 9 Alleinerziehende und 6 Wohngemeinschaften. In 30 Haushalten lebten ausschließlich Senioren und in 81 Haushaltungen leben keine Senioren.
Einwohnerentwicklung
- 1585: 31 Hausgesesse[7]
- 1747: 34 Haushaltungen[7]

| Ederbringhausen: Einwohnerzahlen von 1834 bis 2014 | Ederbringhausen: Einwohnerzahlen von 1834 bis 2014 | Ederbringhausen: Einwohnerzahlen von 1834 bis 2014 | Ederbringhausen: Einwohnerzahlen von 1834 bis 2014 | Ederbringhausen: Einwohnerzahlen von 1834 bis 2014 |
| --- | -------------------------------------------------- | -------------------------------------------------- | -------------------------------------------------- | -------------------------------------------------- |
| Jahr |                                                    |                                                    |                                                    | Einwohner                                          |
| 1834 | 1834                                               |                                                    | 196                                                | 196                                                |
| 1840 | 1840                                               |                                                    | 335                                                | 335                                                |
| 1846 | 1846                                               |                                                    | 313                                                | 313                                                |
| 1852 | 1852                                               |                                                    | 304                                                | 304                                                |
| 1858 | 1858                                               |                                                    | 287                                                | 287                                                |
| 1864 | 1864                                               |                                                    | 310                                                | 310                                                |
| 1871 | 1871                                               |                                                    | 261                                                | 261                                                |
| 1875 | 1875                                               |                                                    | 285                                                | 285                                                |
| 1885 | 1885                                               |                                                    | 236                                                | 236                                                |
| 1895 | 1895                                               |                                                    | 216                                                | 216                                                |
| 1905 | 1905                                               |                                                    | 246                                                | 246                                                |
| 1910 | 1910                                               |                                                    | 236                                                | 236                                                |
| 1925 | 1925                                               |                                                    | 252                                                | 252                                                |
| 1939 | 1939                                               |                                                    | 303                                                | 303                                                |
| 1946 | 1946                                               |                                                    | 448                                                | 448                                                |
| 1950 | 1950                                               |                                                    | 403                                                | 403                                                |
| 1956 | 1956                                               |                                                    | 348                                                | 348                                                |
| 1961 | 1961                                               |                                                    | 336                                                | 336                                                |
| 1967 | 1967                                               |                                                    | 337                                                | 337                                                |
| 1980 | 1980                                               |                                                    | ?                                                  | ?                                                  |
| 1990 | 1990                                               |                                                    | ?                                                  | ?                                                  |
| 2000 | 2000                                               |                                                    | ?                                                  | ?                                                  |
| 2011 | 2011                                               |                                                    | 285                                                | 285                                                |
| 2014 | 2014                                               |                                                    | 299                                                | 299                                                |
| Datenquelle: Historisches Gemeindeverzeichnis für Hessen: Die Bevölkerung der Gemeinden 1834 bis 1967. Wiesbaden: Hessisches Statistisches Landesamt, 1968. Weitere Quellen: Gemeinde Vöhl; Zensus 2011 |                                                    |                                                    |                                                    |                                                    |

Historische Religionszugehörigkeit
Im Jahr 1885 waren von den 323 Einwohnern 313 katholisch (was 96,9 % entspricht) und 10 Einwohner bekannten sich zum jüdischen Glauben (3,1 %). 1961 wurden 304 evangelische  (90,5 %) und 32 katholische (9,5 %) Christen gezählt.

## Sehenswürdigkeiten
- Keseburg
- Burg Hessenstein

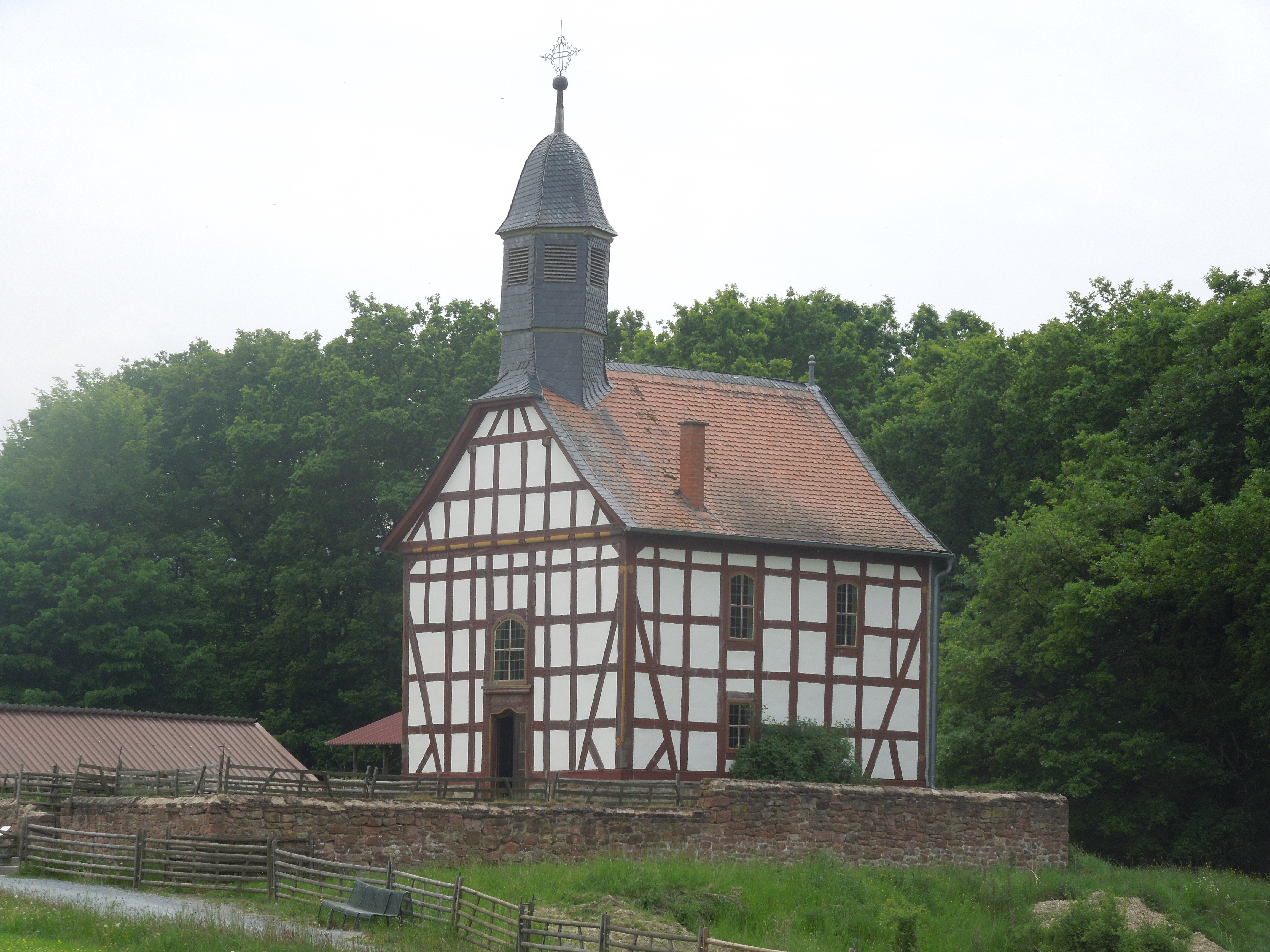
Die ehemalige Kirche von Ederbringhausen, heute im Hessenpark

- Die einstige Dorfkirche steht heute im Hessenpark.